# Теркі-Крік (Луїзіана)
Теркі-Крік (англ. Turkey Creek) — селище (англ. village) в США, в окрузі Еванджелін штату Луїзіана. Населення — 394 особи (2020).

## Географія
Теркі-Крік розташоване за координатами 30°52′24″ пн. ш. 92°25′1″ зх. д. / 30.87333° пн. ш. 92.41694° зх. д. (30.873238, -92.416982).  За даними Бюро перепису населення США в 2010 році селище мало площу 6,42 км², уся площа — суходіл.

## Демографія
Згідно з переписом 2010 року, у селищі мешкала 441 особа в 176 домогосподарствах у складі 127 родин. Густота населення становила 69 осіб/км².  Було 184 помешкання (29/км²).
Расовий склад населення:
| - 98,9 % — білих - 0,2 % — чорних або афроамериканців |

До двох чи більше рас належало 0,9 %. Частка іспаномовних становила 0,7 % від усіх жителів.
За віковим діапазоном населення розподілялося таким чином: 30,4 % — особи молодші 18 років, 58,0 % — особи у віці 18—64 років, 11,6 % — особи у віці 65 років та старші. Медіана віку мешканця становила 33,5 року. На 100 осіб жіночої статі у селищі припадало 113,0 чоловіків;  на 100 жінок у віці від 18 років та старших — 98,1 чоловіків також старших 18 років.
За межею бідності перебувало 23,8 % осіб, у тому числі 46,3 % дітей у віці до 18 років та 17,4 % осіб у віці 65 років та старших.
Цивільне працевлаштоване населення становило 150 осіб. Основні галузі зайнятості: транспорт — 22,0 %, освіта, охорона здоров'я та соціальна допомога — 17,3 %, сільське господарство, лісництво, риболовля — 12,7 %.